# Eugénie Boeye
Eugénie Boeye, geboren als Eugénie Willems (Antwerpen, 18 februari 1903 – aldaar, 3 december 1983), was een Vlaamse dichteres en prozaschrijfster. 

## Biografie
Boeye schreef sprookjes, gedichten en volkse romans en deels autobiografisch. Zij schreef haar eerste bundel, Zon en schaduw, in 1933. Tevens publiceerde zij ook onder de pseudoniemen Bertha, Fanny Derwig, Eugenie Willems. Ook richtte Boeye in 1940 samen met de auteurs Tine Rabhooy, Blanka Gyselen en Maria de Lannoy de vennootschap Raboeyegyselanoy op, dat als doel, volgens Artikel 2 van de statuten, "verheffing van hart en geest, verdere ontwikkeling op kunstgebied, aanscherpen van den critischen geest, probeeren zooveel mogelijk "bij" te blijven, meedeelen van alle lekkers dat één der leden bemachtigt op kunstgebied, ontwikkelen van ons redenaarstalent enz.".